# The Curse of the Avenger
The Curse of the Avenger är det italienska power metal-bandet SkeleToons debutalbum. Det släpptes i januari 2016 på det italienska skivbolaget Revalve Records och i nyutgåva av bandets nuvarande skivbolag Scarlet Records i oktober 2020.
Skivan producerades av bandets sångare Tomi Fooler tillsammans med Dennis Ward, som även arbetat med Angra, Helloween och Pink Cream 69. Roland Grapow (Masterplan, ex-Helloween) bidrar med leadgitarr.
Tre musikvideor spelades in: "The Curse of the Avenger", "Bad Lover" och "Heavy Metal Dreamers".

## Låtlista
1. "Timelord" – 5:28
2. "What I Want" – 3:53
3. "Heroes Don't Complain" – 4:26
4. "Hymn to the Moon" – 5:09
5. "The Curse of the Avenger" – 3:59
6. "Bad Lover" – 5:11
7. "Joker's Turn" – 4:31
8. "Heavy Metal Dreamers" – 3:18

## Medverkande
Musiker
- Tomi Fooler – sång, trummor, basgitarr
- Dimitri Meloni – gitarr
- Charlie Dho – basgitarr

Bidragande musiker
- Henry "Sydoz" Sidoti – trummor
- Roland Grapow – gitarr

Produktion
- Tomi Fooler – producent, omslagskonst, albumkonst
- Dennis Ward – producent, inspelningstekniker, mixning, mastering
- Lorenzo Franzone – omslagskonst, albumkonst
- Andrea Castle – foto